# Kerkraadse derby
De Kerkraadse derby waren een serie voetbalwedstrijden tussen de voetbalclubs uit de gemeente Kerkrade die speelden op het hoogste voetbalniveau in Nederland. Bij de start van het betaald voetbal in 1954 speelden vier Kerkraadse clubs op het hoogste niveau, namelijk Rapid '54 (NBVB), Juliana, Bleijerheide en Kerkrade (alle KNVB). Bij de fusie tussen NBVB en KNVB in november 1954 fuseerden Rapid '54 en Juliana tot Rapid JC en Kerkrade en Bleijerheide tot Roda Sport. In 1962 fuseerden ook deze clubs samen tot het huidige Roda JC Kerkrade.

## Uitslagen

### Bleijerheide – Juliana
| Seizoen | Competitie            | Thuisploeg   | Uitslag | Uitploeg     | Doelpuntenmakers                                       | Doelpuntenmakers                                       |
| Seizoen | Competitie            | Thuisploeg   | Uitslag | Uitploeg     | Thuisploeg                                             | Uitploeg                                               |
| ------- | --------------------- | ------------ | ------- | ------------ | ------------------------------------------------------ | ------------------------------------------------------ |
| 1945/46 | Eerste klasse Zuid II | Juliana      | 5–3     | Bleijerheide | Niet bekend                                            | Niet bekend                                            |
| 1945/46 | Eerste klasse Zuid II | Bleijerheide | 0–1     | Juliana      |                                                        | Niet bekend                                            |
| 1946/47 | Eerste klasse Zuid II | Juliana      | 1–1     | Bleijerheide | Niet bekend                                            | Niet bekend                                            |
| 1946/47 | Eerste klasse Zuid II | Bleijerheide | 2–2     | Juliana      | Niet bekend                                            | Niet bekend                                            |
| 1949/50 | Eerste klasse Zuid II | Bleijerheide | 5–2     | Juliana      | Niet bekend                                            | Niet bekend                                            |
| 1949/50 | Eerste klasse Zuid II | Juliana      | 0–2     | Bleijerheide |                                                        | Niet bekend                                            |
| 1951/52 | Eerste klasse C       | Bleijerheide | 1–4     | Juliana      | Niet bekend                                            | Niet bekend                                            |
| 1951/52 | Eerste klasse C       | Juliana      | 2–0     | Bleijerheide | Niet bekend                                            |                                                        |
| 1954/55 | Eerste klasse D       | Juliana      | 2–2     | Bleijerheide | Freije, Loo                                            | Frans Rutten, Juup Hoenen                              |
| 1954/55 | Eerste klasse D       | Bleijerheide | n.v.t.  | Juliana      | Wedstrijd is niet gespeeld, competitie werd afgebroken | Wedstrijd is niet gespeeld, competitie werd afgebroken |

### Bleijerheide – Kerkrade
| Seizoen | Competitie            | Thuisploeg   | Uitslag | Uitploeg     | Doelpuntenmakers | Doelpuntenmakers |
| Seizoen | Competitie            | Thuisploeg   | Uitslag | Uitploeg     | Thuisploeg       | Uitploeg         |
| ------- | --------------------- | ------------ | ------- | ------------ | ---------------- | ---------------- |
| 1949/50 | Eerste klasse Zuid II | Kerkrade     | 2–1     | Bleijerheide | Niet bekend      | Niet bekend      |
| 1949/50 | Eerste klasse Zuid II | Bleijerheide | 2–1     | Kerkrade     | Niet bekend      | Niet bekend      |

### Rapid JC – Roda Sport
| Seizoen | Competitie | Thuisploeg | Uitslag | Uitploeg   | Doelpuntenmakers | Doelpuntenmakers |
| Seizoen | Competitie | Thuisploeg | Uitslag | Uitploeg   | Thuisploeg       | Uitploeg         |
| ------- | ---------- | ---------- | ------- | ---------- | ---------------- | ---------------- |
| 1958/59 | KNVB beker | Rapid JC   | 1–0     | Roda Sport | Jan Gösgens      |                  |
| 1960/61 | KNVB beker | Rapid JC   | 1–0     | Roda Sport | Hubert Hanneman  |                  |